# Kaiser-Otto-Weg
Der Kaiser-Otto-Weg ist ein Hauptwanderweg im Vereinsgebiet des Sauerländischen Gebirgsvereins und besitzt wie die anderen Hauptwanderstrecken als Wegzeichen das weiße Andreaskreuz X, an Kreuzungspunkten um die Zahl 16 erweitert.
Von Meschede führt der Weg über Brunskappel, Niedersfeld und Willingen nach Marsberg. Von Niedersfeld bis Marsberg bildet er ein Teilstück des Europäischen Fernwanderweges E1.
Benannt ist der Weg nach Kaiser Otto dem Großen, der unter anderem in Meschede, Brunskappel und Marsberg wirkte.